# Finales NBA 2023
Navigation
Finales 2022 Finales 2024
Les finales NBA 2023 sont la dernière série de matchs de la saison 2022-2023 de la National Basketball Association (NBA) et la conclusion des séries éliminatoires (playoffs) de la saison.
La série se voit affronter le champion de la conférence Ouest, les Nuggets de Denver, qui font leur première apparition en Finales NBA de leur histoire, et le vainqueur de la conférence Est, le Heat de Miami, de retour en Finales NBA depuis les Finales NBA 2020.
C'est la seconde fois qu'une équipe de la division Nord-Ouest participe aux Finales NBA, depuis sa création en 2004. Miami est également la seconde équipe de l'histoire de la NBA à réaliser l'exploit de se qualifier pour les Finales NBA, en étant classé à la huitième position de sa conférence, après les Knicks de New York en 1999. Miami devient la toute première équipe de l'histoire à atteindre les Finales NBA après avoir disputé le play-in tournament.

## Contexte

### Nuggets de Denver

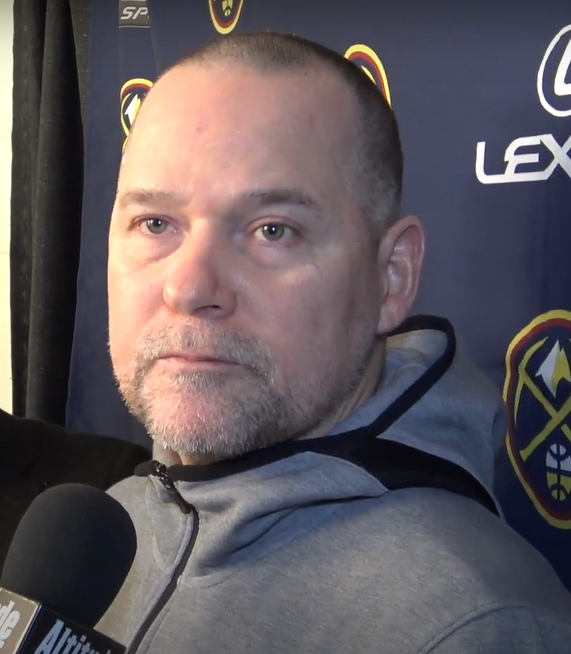
Michael Malone, entraîneur des Nuggets de Denver.

Les Nuggets ont connu une progression constante au fil des années. En 2020, ils ont atteint les finales de conférence, depuis leur toute première apparition en 2009. Cependant, ils étaient tombés face aux Lakers de Los Angeles, qui ont remporté le titre cette saison. Denver n’a pas retrouvé ce stade de la compétition par la suite, en grande partie en raison de blessures des joueurs clés. Jamal Murray, qui a joué un rôle crucial dans les séries éliminatoires des Nuggets en 2019 et 2020, s'est déchiré le ligament croisé antérieur du genou, un mois avant le début des playoffs 2021, où les Nuggets seront éliminés par les Suns de Phoenix au second tour. La saison 2021-2022 s’est également avérée difficile, car les Nuggets ont dû jouer sans Murray et ont perdu l'ailier titulaire Michael Porter Jr. au bout de 9 matchs de saison régulière. Malgré cela, Denver a tout de même terminé la saison avec un bilan de 48-34 et a obtenu la sixième place de la conférence Ouest, en étant mené par le double NBA Most Valuable Player, Nikola Jokić et Aaron Gordon, que les Nuggets ont acquis au milieu de la saison en échange de Gary Harris. R. J. Hampton, et un premier choix de draft 2025. Lors du premier tour des playoffs 2022, les Nuggets ont perdu la série en cinq matchs contre les Warriors de Golden State, futurs champions.
Les Nuggets ont débuté la saison 2022-2023 avec Murray et Porter Jr. en bonne santé. Pendant l’intersaison, ils ont monter un transfert pour obtenir l'arrière Kentavious Caldwell-Pope, ancien champion avec les Lakers en 2020, et Ish Smith des Wizards de Washington en échange de Monté Morris et Will Barton. Denver a également signé Bruce Brown, agent libre, et a ajouté de jeunes talents lors de la draft 2022 de la NBA, en choisissant Christian Braun et Peyton Watson, abandonnant des tours de draft et JaMychal Green. Avec un bon effectif, les Nuggets terminent la saison avec un bilan de 53-29 et ont obtenu la première place de la conférence Ouest pour la première fois dans l’histoire de la franchise.
Lors du premier tour des playoffs, les Nuggets ont remporté la première série en cinq matchs contre les Timberwolves du Minnesota. Denver a ensuite affronté les quatrièmes de la conférence, les Suns de Phoenix, qui les avaient déjà éliminés en demi-finales en 2021. Après avoir mené 2-0 dans la série, Phoenix a remporté ses deux matchs à domicile pour égaliser à 2-2 dans la série, malgré un record en carrière à 53 points pour Jokić dans le match 4. Les Nuggets ont ensuite remporté le match 5 à Denver et ont battu Phoenix à l'extérieur pour remporter la série en six matchs. Denver a atteint sa deuxième finale de conférence en quatre ans, où ils avaient fait face aux Lakers de Los Angeles, qui les ont déjà battus. Cependant, cette saison les Nuggets battent les Lakers en quatre matchs. Jokić est nommé MVP de la finale de la conférence Ouest, en plus de dépasser Wilt Chamberlain pour le plus grand nombre de triple-double réalisés en playoffs. La franchise devient également la dernière des quatre équipes de l’American Basketball Association, qui ont fusionné avec la NBA, à atteindre les Finales NBA.

### Heat de Miami

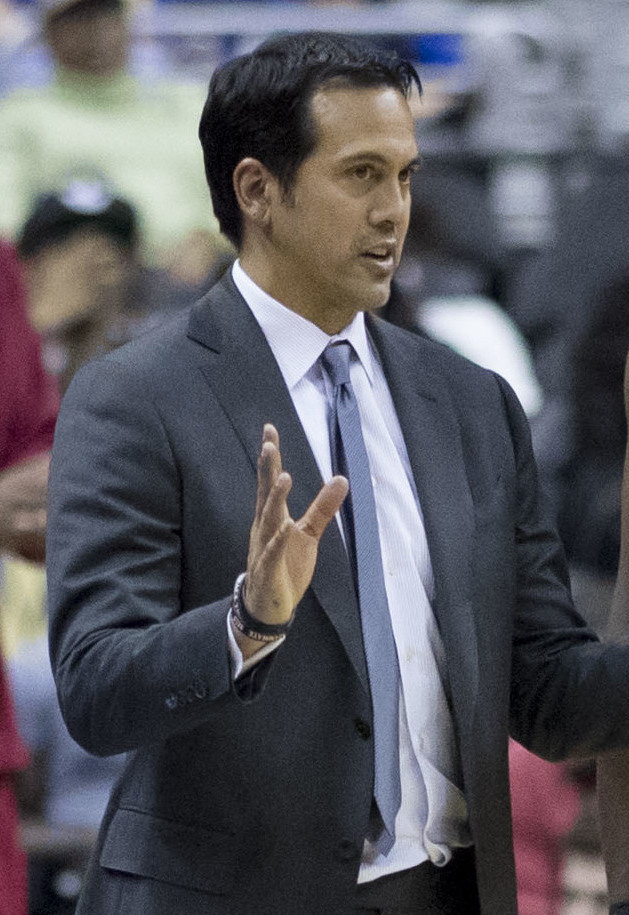
Erik Spoelstra, entraîneur du Heat de Miami.

Après avoir échoué la saison passée en finale de conférence, le Heat a peiné pour se qualifier pour les playoffs cette saison. L'équipe se classe à la dernière position en termes de points inscrits par match sur la saison régulière. Bien qu’ils aient terminé 7e de la conférence Est au cours de la saison régulière, ils ont dû disputer deux matchs du play-in tournament pour prolonger leur saison, perdant contre les Hawks d'Atlanta dans le premier et battant les Bulls de Chicago dans le second, obtenant la 8e place de la conférence Est.
Au premier tour des playoffs, ils ont affronté les Bucks de Milwaukee, l’équipe ayant le meilleur bilan de la saison régulière, et les ont battus en cinq matchs. Le Heat a perdu deux joueurs au cours de la série avec les blessures de Tyler Herro dans le match 1, avec une fracture de la main, et Victor Oladipo avec une déchirure du tendon rotulien dans le match 3. Jimmy Butler a établi un record en carrière en playoffs avec 56 points inscrits dans une victoire 119-114 dans le match 4. Ils sont devenus la sixième équipe classée 8e à battre le leader de la conférence. Plus tard en demi-finale de conférence, ils ont battu les Knicks de New York en six matchs pour atteindre leur troisième finale de conférence au cours des quatre dernières saisons, où ils affrontent à nouveau les Celtics de Boston. Le Heat a mené la série 3-0 avant que les Celtics gagnent les trois matchs suivants pour forcer un match 7 décisif, au cours duquel Miami s'impose sur le score de 103-84, s'envolant ainsi sa septième participation aux Finales NBA. Butler est nommé MVP de la finale de la conférence Est, tandis que Caleb Martin, qui a inscrit seulement 9,6 points en moyenne en saison régulière, a terminé les finales de conférence avec une moyenne de 19,3 points. Le Heat est devenu la première équipe classée au huitième rang sur les playoffs, depuis les Knicks de New York en 1999, à atteindre les Finales NBA, et la première équipe à réaliser cette performance dans une saison régulière de 82 matchs. En dehors de Butler et Bam Adebayo, le Heat a construit la majorité de son effectif avec des joueurs non-draftés comme Martin, Gabe Vincent, Duncan Robinson, Max Strus et Haywood Highsmith, ainsi que des vétérans comme Kyle Lowry, Cody Zeller et Kevin Love, qui a été récupéré chez les Cavaliers de Cleveland en février 2023.

## Lieux des Finales
Les deux salles pour le tournoi ces finales sont : la Ball Arena de Denver et le Kaseya Center de Miami.
| Nuggets de Denver | \| Denver Miami \| | Heat de Miami    |
| Ball Arena        | \| Denver Miami \| | Kaseya Center    |
| Capacité: 19 155  | \| Denver Miami \| | Capacité: 19 600 |
| Ball Arena        | \| Denver Miami \| | Kaseya Center    |
| Denver Miami      |                    |                  |

## Résumé de la saison

### Parcours comparés vers les finales NBA
| Conférence Ouest | Conférence Ouest                     | Conférence Ouest | Conférence Ouest | Conférence Ouest | Conférence Ouest | Conférence Ouest | Conférence Ouest |
| No               | Franchise                            | Vic.             | Def.             | MJ               | V/D              | GB               |                  |
| ---------------- | ------------------------------------ | ---------------- | ---------------- | ---------------- | ---------------- | ---------------- | ---------------- |
| 1                | c - Nuggets de Denver                | 53               | 29               | 82               | .646             | -                |                  |
| 2                | y - Grizzlies de Memphis             | 51               | 31               | 82               | .622             | 2                |                  |
| 3                | y - Kings de Sacramento              | 48               | 34               | 82               | .585             | 5                |                  |
| 4                | x - Suns de Phoenix                  | 45               | 37               | 82               | .549             | 8                |                  |
| 5                | x - Clippers de Los Angeles          | 44               | 38               | 82               | .537             | 9                |                  |
| 6                | x - Warriors de Golden State         | 44               | 38               | 82               | .537             | 9                |                  |
|                  |                                      |                  |                  |                  |                  |                  |                  |
| 7                | x - Lakers de Los Angeles            | 43               | 39               | 82               | .524             | 10               |                  |
| 8                | x - Timberwolves du Minnesota        | 42               | 40               | 82               | .512             | 11               |                  |
| 9                | pi - Pelicans de La Nouvelle-Orléans | 42               | 40               | 82               | .512             | 11               |                  |
| 10               | pi - Thunder d'Oklahoma City         | 40               | 42               | 82               | .488             | 13               |                  |
|                  |                                      |                  |                  |                  |                  |                  |                  |
| 11               | o - Mavericks de Dallas              | 38               | 44               | 82               | .463             | 15               |                  |
| 12               | o - Jazz de l'Utah                   | 37               | 45               | 82               | .451             | 16               |                  |
| 13               | o - Trail Blazers de Portland        | 33               | 49               | 82               | .402             | 20               |                  |
| 14               | o - Rockets de Houston               | 22               | 60               | 82               | .268             | 31               |                  |
| 15               | o - Spurs de San Antonio             | 22               | 60               | 82               | .268             | 31               |                  |

| Conférence Est | Conférence Est             | Conférence Est | Conférence Est | Conférence Est | Conférence Est | Conférence Est | Conférence Est |
| No             | Franchise                  | Vic.           | Déf.           | MJ             | V/D            | GB             |                |
| -------------- | -------------------------- | -------------- | -------------- | -------------- | -------------- | -------------- | -------------- |
| 1              | z - Bucks de Milwaukee     | 58             | 24             | 82             | .707           | -              |                |
| 2              | y - Celtics de Boston      | 57             | 25             | 82             | .695           | 1              |                |
| 3              | x - 76ers de Philadelphie  | 54             | 28             | 82             | .659           | 4              |                |
| 4              | x - Cavaliers de Cleveland | 51             | 31             | 82             | .622           | 7              |                |
| 5              | x - Knicks de New York     | 47             | 35             | 82             | .573           | 11             |                |
| 6              | x - Nets de Brooklyn       | 45             | 37             | 82             | .549           | 13             |                |
|                |                            |                |                |                |                |                |                |
| 7              | y - Heat de Miami          | 41             | 41             | 82             | .500           | 17             |                |
| 8              | x - Hawks d'Atlanta        | 44             | 38             | 82             | .537           | 14             |                |
| 9              | pi - Raptors de Toronto    | 41             | 41             | 82             | .500           | 17             |                |
| 10             | pi - Bulls de Chicago      | 40             | 42             | 82             | .488           | 18             |                |
|                |                            |                |                |                |                |                |                |
| 11             | o - Pacers de l'Indiana    | 35             | 47             | 82             | .427           | 23             |                |
| 12             | o - Wizards de Washington  | 35             | 47             | 82             | .427           | 23             |                |
| 13             | o - Magic d'Orlando        | 34             | 48             | 82             | .415           | 24             |                |
| 14             | o - Hornets de Charlotte   | 27             | 55             | 82             | .329           | 31             |                |
| 15             | o - Pistons de Détroit     | 17             | 65             | 82             | .207           | 41             |                |

## Matchs des Finales

### Match 1
| 1er juin 2023 20h30 EDT | Rapport | Heat de Miami 93, Nuggets de Denver 104            | Heat de Miami 93, Nuggets de Denver 104 | Heat de Miami 93, Nuggets de Denver 104                  |  | Ball Arena, Denver, Colorado Affluence : 19 528 Arbitres : Marc Davis, Ed Malloy, David Guthrie | ABC |
| 1er juin 2023 20h30 EDT | Rapport | Score par quart-temps : 20-29, 22-30, 21-25, 30-20 |                                         |                                                          |  | Ball Arena, Denver, Colorado Affluence : 19 528 Arbitres : Marc Davis, Ed Malloy, David Guthrie | ABC |
| 1er juin 2023 20h30 EDT | Rapport | Score par mi-temps : 42-59, 51-45                  |                                         |                                                          |  | Ball Arena, Denver, Colorado Affluence : 19 528 Arbitres : Marc Davis, Ed Malloy, David Guthrie | ABC |
| 1er juin 2023 20h30 EDT | Rapport | Bam Adebayo, 26 Bam Adebayo, 13 Jimmy Butler, 7    | Points Rebonds Passes d.                | Nikola Jokić, 27 Michael Porter Jr., 13 Nikola Jokić, 14 |  | Ball Arena, Denver, Colorado Affluence : 19 528 Arbitres : Marc Davis, Ed Malloy, David Guthrie | ABC |
| 1er juin 2023 20h30 EDT | Rapport | Denver mène la série 1 à 0.                        |                                         |                                                          |  | Ball Arena, Denver, Colorado Affluence : 19 528 Arbitres : Marc Davis, Ed Malloy, David Guthrie | ABC |

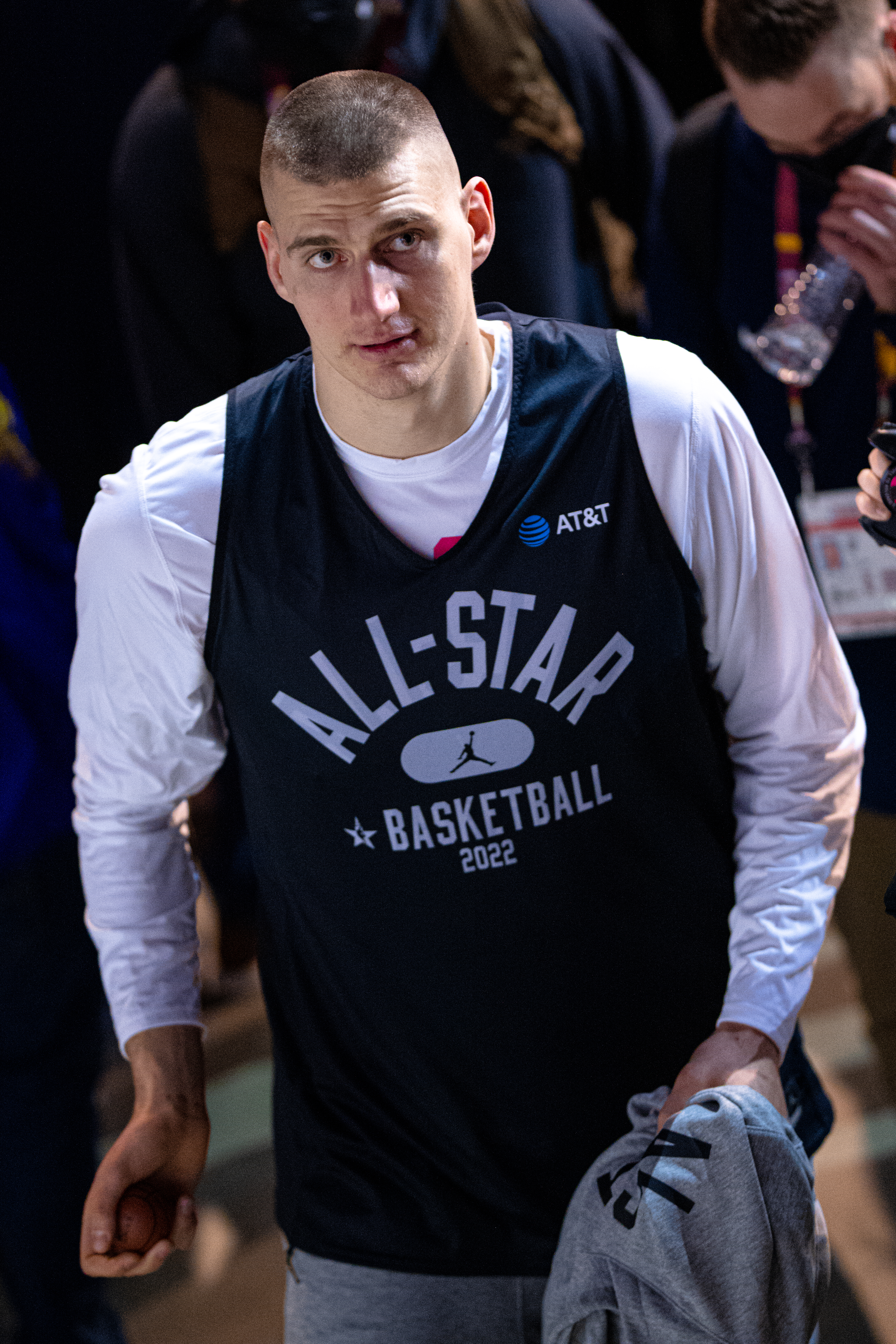
Nikola Jokić, second joueur de l'histoire à réaliser un triple-double pour son premier match en Finales NBA.

Nikola Jokić réalise un triple-double et Jamal Murray a inscrit 26 points pour mener Denver à une victoire 104-93, lors de leur premier match en Finales NBA. Les Nuggets ont été menés au score pendant seulement 34 secondes au cours du match, et leur plus grande avance était de 24 points. Michael Porter Jr. a enregistré son septième double-double des playoffs, tandis qu’Aaron Gordon a donné le ton en marquant 12 de ses 16 points dans le premier quart-temps. Bam Adebayo a inscrit 26 points et pris 13 rebonds pour Miami, qui a inscrit seulement 41% de ses tirs, dont 33% à trois points. Denver reste alors invaincu à domicile dans les playoffs, tandis que le Heat avait remporté l'ensemble des match 1 dans ses séries.
Jokić était déjà en double-double avec 10 points et 10 passes décisives à la mi-temps, alors que Denver menait sur le score de 59 à 42. Le Heat a commencé le quatrième quart-temps en inscrivant 11 points de suite, réduisant son écart de 84-63 à 84-74. L’entraîneur des Nuggets, Michael Malone, a répondu au déficit en rapprochant Jokić du panier, et il a marqué 12 points en fin de match. Miami s’est rapproché de neuf points après un panier à trois points d'Haywood Highsmith avec un peu plus de minutes restantes, mais n'a pas réussi à réduire l'écart par la suite.
Jokić inscrit 27 points à 67% au tir en plus de ses 14 passes décisives et 10 rebonds, rejoignant Jason Kidd, ancien joueur des Nets du New Jersey, comme les seuls joueurs de la NBA à réaliser un triple-double pour leur premier match en finale. Il est devenu le neuvième joueur avec un triple-double pour un match 1 des Finales NBA, et le premier à le faire en inscrivant 27 points. Caleb Martin du Heat, n’a inscrit qu'un seul panier sur 7 tentatives, et Max Strus n'en a marqué aucun sur 10 tentatives. Jimmy Butler, qui était sur une moyenne de 28,5 points inscrits sur ces playoffs, a marqué 13 points dans ce premier match. De plus, Miami n'a tiré que deux lancers francs au cours du match, égalant le record du moins grand nombre de lancers francs inscrits en playoffs, et battant le record du moins grand nombre de lancers francs tentés en playoffs.

### Match 2
| 4 juin 2023 20h00 EDT | Rapport | Heat de Miami 111, Nuggets de Denver 108           | Heat de Miami 111, Nuggets de Denver 108 | Heat de Miami 111, Nuggets de Denver 108           |  | Ball Arena, Denver, Colorado Affluence : 19 537 Arbitres : Zach Zarba, John Goble, Courtney Kirkland | ABC |
| 4 juin 2023 20h00 EDT | Rapport | Score par quart-temps : 26-23, 25-34, 24-26, 36-25 |                                          |                                                    |  | Ball Arena, Denver, Colorado Affluence : 19 537 Arbitres : Zach Zarba, John Goble, Courtney Kirkland | ABC |
| 4 juin 2023 20h00 EDT | Rapport | Score par mi-temps : 51-57, 60-51                  |                                          |                                                    |  | Ball Arena, Denver, Colorado Affluence : 19 537 Arbitres : Zach Zarba, John Goble, Courtney Kirkland | ABC |
| 4 juin 2023 20h00 EDT | Rapport | Gabe Vincent, 23 Kevin Love, 10 Jimmy Butler, 9    | Points Rebonds Passes d.                 | Nikola Jokić, 41 Nikola Jokić, 11 Jamal Murray, 10 |  | Ball Arena, Denver, Colorado Affluence : 19 537 Arbitres : Zach Zarba, John Goble, Courtney Kirkland | ABC |
| 4 juin 2023 20h00 EDT | Rapport | Égalité dans la série 1 à 1.                       |                                          |                                                    |  | Ball Arena, Denver, Colorado Affluence : 19 537 Arbitres : Zach Zarba, John Goble, Courtney Kirkland | ABC |

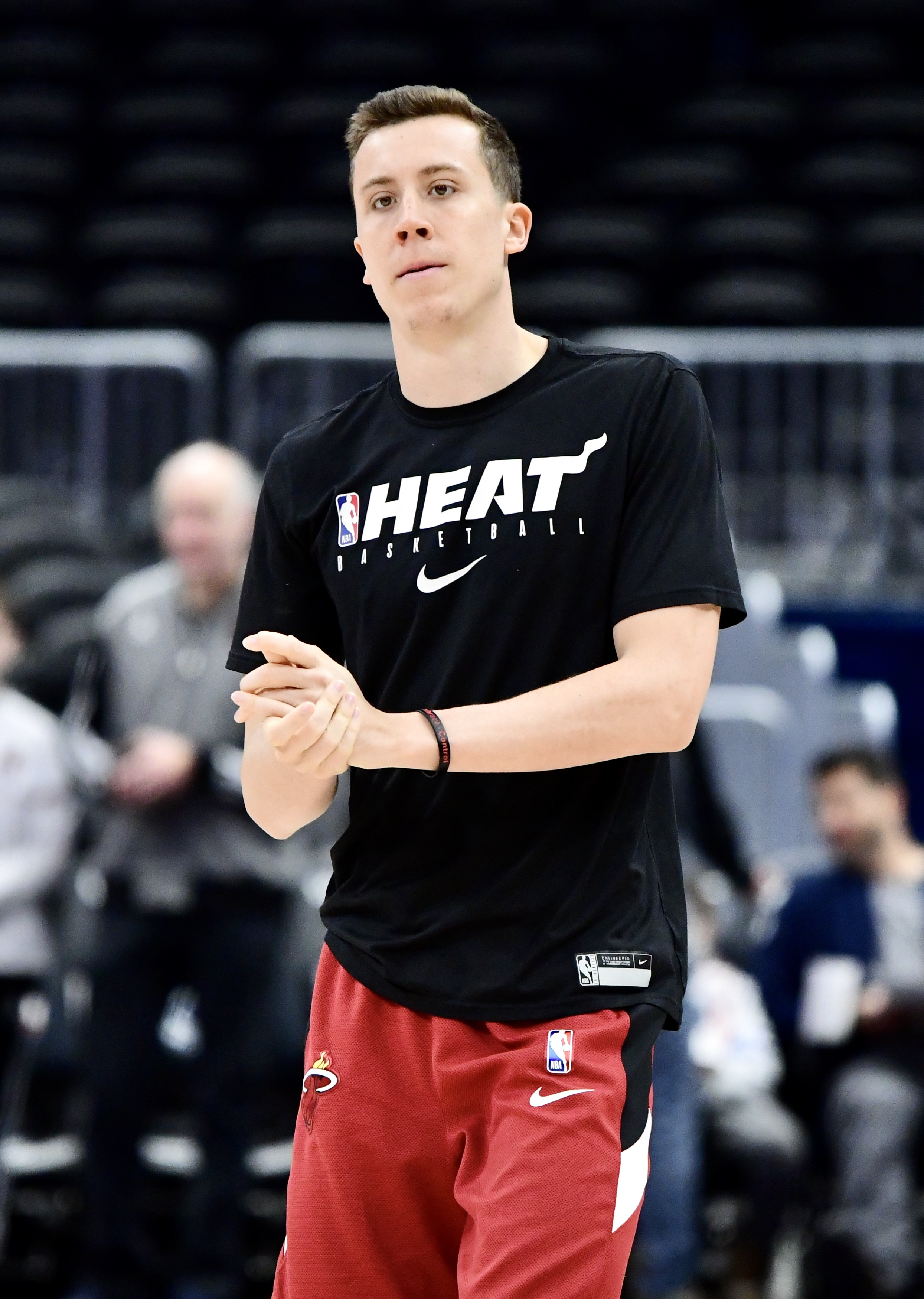
Duncan Robinson, auteur de 4 paniers consécutifs dans le dernier quart-temps, permettant au Heat de Miami de prendre le large au score.

Miami parvient à combler un déficit de 15 points pour remporter le second match de la série, 111-108 points, derrière les 23 points de Gabe Vincent et les 21 points de Jimmy Butler et Bam Adebayo, devenant la première équipe classée 8e à remporter un match de Finales NBA à l'extérieur. Le Heat prend une avance de 21-10 au cours du premier quart-temps avant que les Nuggets reviennent dans le match avec une série de 40-14 au cours des 12 minutes suivantes, transformant le déficit de onze points à une avance de 15 points. En retard de huit points à l'entame du dernier quart-temps, le Heat mène dans cette période 32-12 au bout de huit minutes de jeu pour prendre une avance de 12 points, avant de voir les Nuggets revenir dans le match et s'incliner finalement sur un tir au buzzer raté par Jamal Murray. Miami a inscrit 17 de ses 35 tentatives à trois points et a converti 18 des 20 lancers francs, après en avoir fait seulement tenté deux dans le premier match. Nikola Jokić a marqué 41 points, mais n'a enregistré que 4 passes décisives, son plus petit total en playoffs, tandis que les Nuggets perdent leur premier match à domicile depuis le 30 mars.
Caleb Martin, étant annoncé malade, Miami a choisi d’intégrer Kevin Love, qui n’a pas joué dans le premier match, dans le cinq majeur. Max Strus, qui avait raté ses 10 tirs lors du dernier match, a inscrit quatre paniers à trois points dans le premier quart-temps, permettant au Heat de prendre une avance de 11 points, mais les Nuggets ont rattrapé leur retard au début du deuxième quart-temps avec quatre paniers à trois points en l'espace de 70 secondes.
Miami a débuté les deux premières minutes de la dernière période avec une séquence de 15-2, portée par Duncan Robinson qui a inscrit 4 paniers consécutifs pour donner au Heat sa première avance de la deuxième mi-temps. Miami a réussi à construire un avantage de 12 points avec moins de quatre minutes restantes, mais a dû affronter une révolte tardive des Nuggets, qui a réduit l’avance à trois points avec 35 secondes restantes. Après une tentative ratée de Butler à trois points, Denver a choisi de ne pas prendre de temps mort dans les dernières secondes. Murray garde alors le ballon en mains et tente un tir à trois points à la dernière seconde, qui aurait pu égaler le match, mais il n’a pas transformé sa tentative. Murray termine avec 18 points et 10 passes décisives et Jokić marque plus de 40 points, pour la troisième fois sur ces playoffs, perdant chaque rencontre avec cette statistique.

### Match 3
| 7 juin 2023 20h30 EDT | Rapport | Nuggets de Denver 109, Heat de Miami 94             | Nuggets de Denver 109, Heat de Miami 94 | Nuggets de Denver 109, Heat de Miami 94          |  | Kaseya Center, Miami, Floride Affluence : 20 019 Arbitres : Tony Brothers, Josh Tiven, Kevin Scott | ABC |
| 7 juin 2023 20h30 EDT | Rapport | Score par quart-temps : 24-24, 29-24, 29-20, 27-26  |                                         |                                                  |  | Kaseya Center, Miami, Floride Affluence : 20 019 Arbitres : Tony Brothers, Josh Tiven, Kevin Scott | ABC |
| 7 juin 2023 20h30 EDT | Rapport | Score par mi-temps : 53-48, 56-46                   |                                         |                                                  |  | Kaseya Center, Miami, Floride Affluence : 20 019 Arbitres : Tony Brothers, Josh Tiven, Kevin Scott | ABC |
| 7 juin 2023 20h30 EDT | Rapport | Jamal Murray, 34 Nikola Jokić, 21 Jokić, Murray, 10 | Points Rebonds Passes d.                | Jimmy Butler, 28 Bam Adebayo, 17 Lowry, Strus, 5 |  | Kaseya Center, Miami, Floride Affluence : 20 019 Arbitres : Tony Brothers, Josh Tiven, Kevin Scott | ABC |
| 7 juin 2023 20h30 EDT | Rapport | Denver mène la série 2 à 1.                         |                                         |                                                  |  | Kaseya Center, Miami, Floride Affluence : 20 019 Arbitres : Tony Brothers, Josh Tiven, Kevin Scott | ABC |

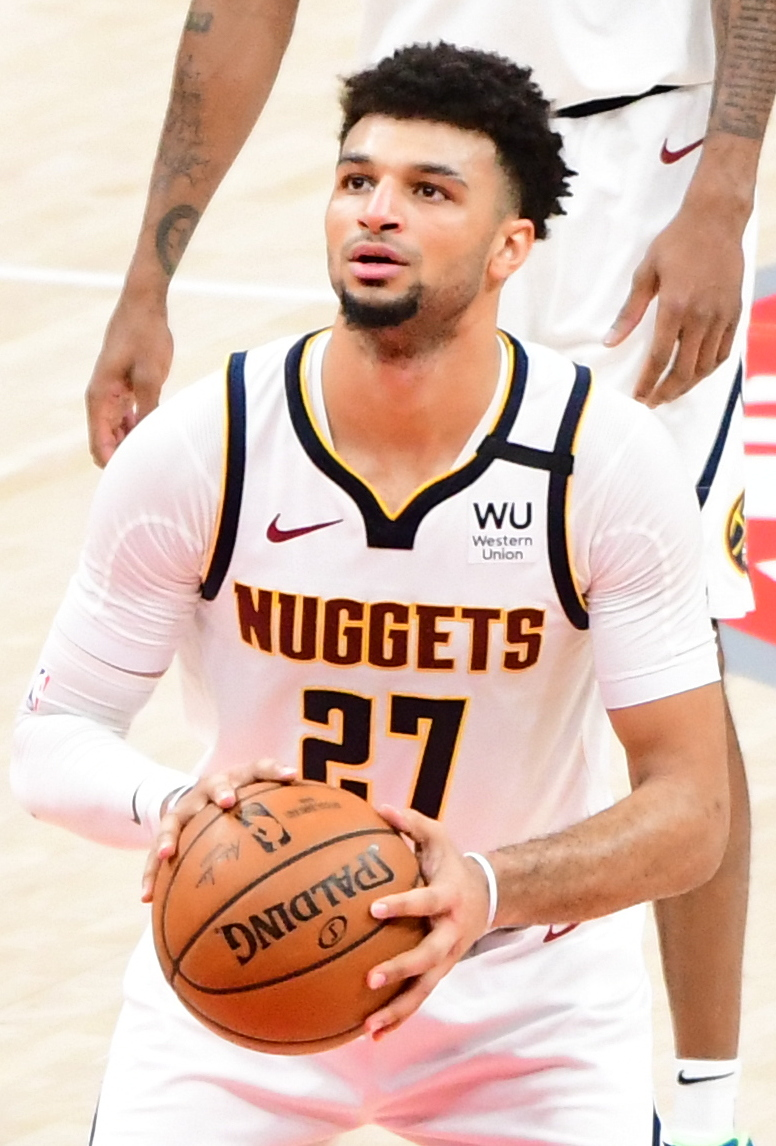
Jamal Murray, auteur d'un triple-double avec son coéquipier Nikola Jokić, et de son troisième match à plus de 10 passes décisives.

Nikola Jokić et Jamal Murray sont devenus les deux premiers coéquipiers de l’histoire de la NBA à enregistrer un triple-double de 30 points chacun dans un même match de Finales NBA, pendant que les Nuggets remportent le match 109-94, reprenant l'avantage du terrain. Après une première mi-temps serrée où aucune des deux équipes n’a réussi à prendre une avance de plus de cinq points, le Heat n’a jamais mené en seconde mi-temps, Denver ayant pris une avance de plus de 10 points au début du troisième quart-temps, élevant l'écart jusque 21 points. Les Nuggets ont remporté leur quatrième match d’affilée à l'extérieur, tandis que Miami a perdu son troisième match d’affilée à domicile après avoir commencé les playoffs en étant invaincu au Kaseya Center.
Jokić et Murray cumulent ensemble 24 tirs réussis sur le match, tandis que toute l’équipe du Heat n'en a réussi que 34. Le duo a également contribué de façon significative au rebond, saisissant un total combiné de 31 rebonds contre un total de 33 rebonds pour le Heat sur la match, et ils enregistrent à deux 20 passes décisives, à égalité avec le total de Miami avec 20 passes. Pour Jokić, il s'agit de son 10e triple-double sur cette campagne de playoffs, prolongeant ainsi son record de triple-doubles réalisé en une seule campagne de playoffs. Il devient également le premier joueur à enregistrer une performance à plus de 30 points, 20 rebonds et 10 passes au cours d'un match de Finales NBA. Concernant Murray, il termine avec 34 points à 55% de réussite au tir pour aller de pair avec 10 rebonds et 10 passes, rejoignant Magic Johnson et Bob Cousy comme les seuls joueurs de l’histoire à enregistrer plus de 10 passes décisives sur trois matchs consécutifs de Finales NBA.
Les deux stars des Nuggets ont également reçu de belles contributions de leurs coéquipiers, avec Christian Braun qui a inscrit 15 points en ne ratant qu'un seul tir en 19 minutes en sortie de banc, Aaron Gordon a ajouté un double-double. Côté Miami, Jimmy Butler a terminé avec 28 points et Bam Adebayo a enregistré 22 points et 17 rebonds, mais n’a réussi que 7 de ses 21 tentatives de tir. Gabe Vincent et Max Strus ont inscrit 3 paniers sur 17 tentatives et le Heat termine le match à 37% au tir et 31% à trois points. Fait notable, Udonis Haslem, âgé de 42 ans et 363 jours, est devenu le plus vieux joueur à participer aux Finales NBA, sortant du banc à la dernière minute du match et prendra sa retraite à l'issue de la série.

### Match 4
| 9 juin 2023 20h30 EDT | Rapport | Nuggets de Denver 108, Heat de Miami 95            | Nuggets de Denver 108, Heat de Miami 95 | Nuggets de Denver 108, Heat de Miami 95           |  | Kaseya Center, Miami, Floride Affluence : 20 184 Arbitres : Scott Foster, James Williams, Bill Kennedy | ABC |
| 9 juin 2023 20h30 EDT | Rapport | Score par quart-temps : 20-21, 35-30, 31-22, 22-22 |                                         |                                                   |  | Kaseya Center, Miami, Floride Affluence : 20 184 Arbitres : Scott Foster, James Williams, Bill Kennedy | ABC |
| 9 juin 2023 20h30 EDT | Rapport | Score par mi-temps : 55-51, 53-44                  |                                         |                                                   |  | Kaseya Center, Miami, Floride Affluence : 20 184 Arbitres : Scott Foster, James Williams, Bill Kennedy | ABC |
| 9 juin 2023 20h30 EDT | Rapport | Aaron Gordon, 27 Nikola Jokić, 12 Jamal Murray, 12 | Points Rebonds Passes d.                | Jimmy Butler, 25 Bam Adebayo, 11 Butler, Lowry, 7 |  | Kaseya Center, Miami, Floride Affluence : 20 184 Arbitres : Scott Foster, James Williams, Bill Kennedy | ABC |
| 9 juin 2023 20h30 EDT | Rapport | Denver mène la série 3 à 1.                        |                                         |                                                   |  | Kaseya Center, Miami, Floride Affluence : 20 184 Arbitres : Scott Foster, James Williams, Bill Kennedy | ABC |

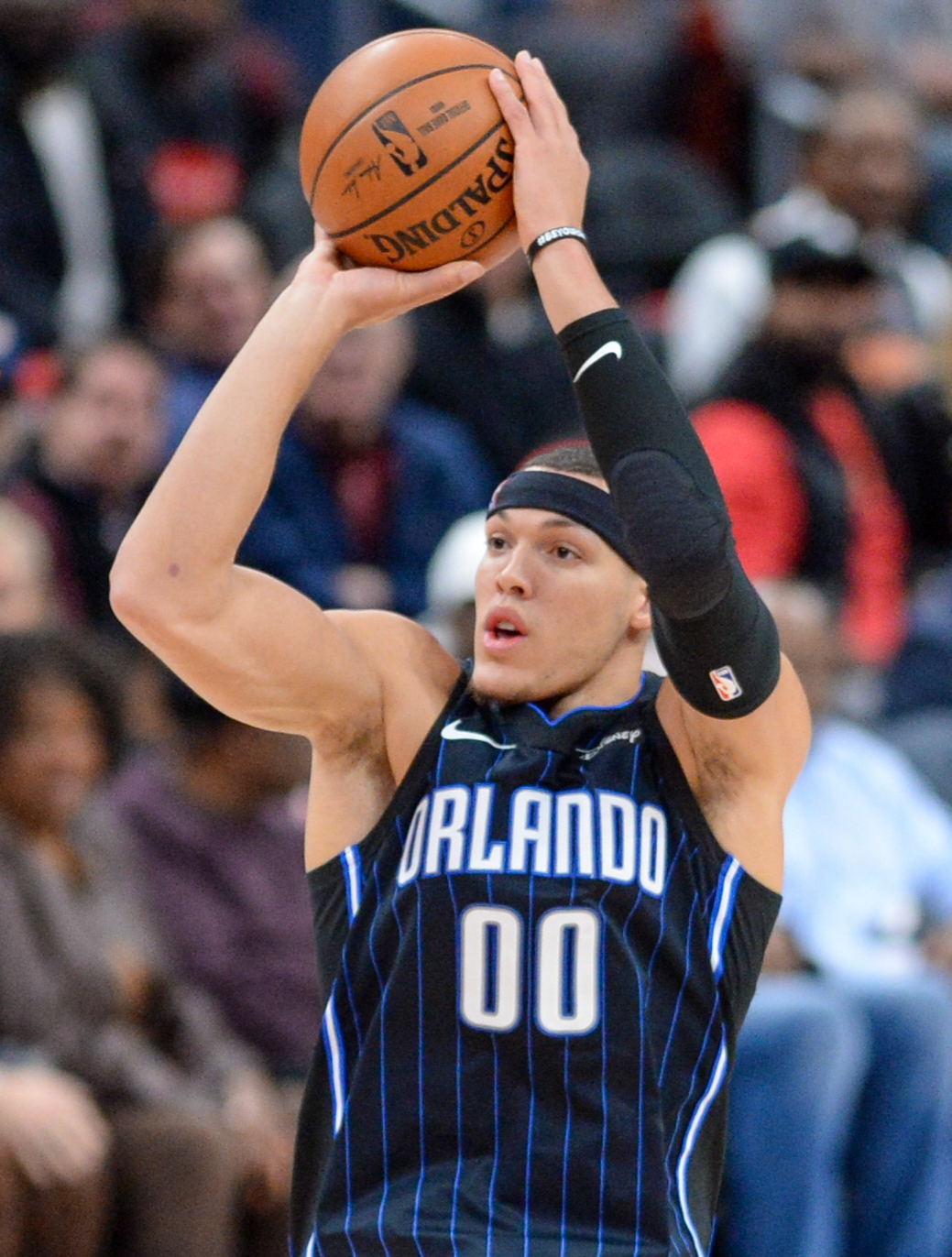
Aaron Gordon réalise son meilleur match en playoffs lors du match 4, avec 27 points.

Aaron Gordon a marqué 27 points à 11 sur 15 au tir, Nikola Jokić a inscrit 23 points et 12 rebonds, et Jamal Murray a enregistré 15 points et 12 passes décisives pour que les Nuggets prennent une avance de 3-1 dans la série, avant de retourner à la Ball Arena de Denver. Bruce Brown a inscrit 11 de ses 21 points dans le quatrième quart-temps, tout en sortant du banc, déjouant toute tentative du Heat de remonter leur déficit. Les Nuggets ont remporté leur cinquième match d’affilée à l'extérieur, remportant ainsi 9 de leurs 10 derniers matchs de playoffs, tandis que Miami a perdu 6 des 8 dernières confrontations, se retrouvant mené 3-1 pour la troisième finale NBA consécutive.
Les Nuggets ont réussi à prendre une avance de 13 points dans le dernier quart-temps, Miami a réduit l'écart à cinq points avec 8 minutes restantes mais les Nuggets ont tenu bon, relancé par Brown qui a marqué la moitié de ses 22 points lors du quatrième quart-temps de Denver. Murray, qui a commis sept pertes de balles dans le troisième match, a terminé le match avec 12 passes décisives et aucun ballon perdu, rejoignant Magic Johnson et Robert Reid comme les seuls joueurs à enregistrer cette performance dans un match de Finales NBA.
Jimmy Butler a mené son équipe avec 25 points, 7 rebonds et 7 passes décisives, tandis que Bam Adebayo a enregistré 20 points, 11 rebonds et 7 pertes de balles. Kyle Lowry a ajouté 13 points et 7 passes décisives, mais Max Strus et Gabe Vincent n’ont marqué que deux points ensemble et le Heat a inscrit moins de 100 points pour la troisième fois de la série. Jokić et Kentavious Caldwell-Pope combinent à deux 6 interceptions et 5 contres, alors que toute l’équipe du Heat a terminé avec seulement 2 interceptions et 3 contres. Jokić est également devenu le premier joueur de l’histoire de la NBA à inscrire au moins 500 points, prendre 250 rebonds et réaliser 150 passes en une seule campagne de playoffs.

### Match 5
| 12 juin 2023 20h30 EDT | Rapport | Heat de Miami 89, Nuggets de Denver 94             | Heat de Miami 89, Nuggets de Denver 94 | Heat de Miami 89, Nuggets de Denver 94            |  | Ball Arena, Denver, Colorado Affluence : 19 537 Arbitres : Marc Davis, David Guthrie, Josh Tiven | ABC |
| 12 juin 2023 20h30 EDT | Rapport | Score par quart-temps : 24-22, 27-22, 20-26, 18-24 |                                        |                                                   |  | Ball Arena, Denver, Colorado Affluence : 19 537 Arbitres : Marc Davis, David Guthrie, Josh Tiven | ABC |
| 12 juin 2023 20h30 EDT | Rapport | Score par mi-temps : 51-44, 38-50                  |                                        |                                                   |  | Ball Arena, Denver, Colorado Affluence : 19 537 Arbitres : Marc Davis, David Guthrie, Josh Tiven | ABC |
| 12 juin 2023 20h30 EDT | Rapport | Jimmy Butler, 21 Bam Adebayo, 12 Jimmy Butler, 5   | Points Rebonds Passes d.               | Nikola Jokić, 28 Nikola Jokić, 16 Jamal Murray, 8 |  | Ball Arena, Denver, Colorado Affluence : 19 537 Arbitres : Marc Davis, David Guthrie, Josh Tiven | ABC |
| 12 juin 2023 20h30 EDT | Rapport | Denver remporte la série 4 à 1.                    |                                        |                                                   |  | Ball Arena, Denver, Colorado Affluence : 19 537 Arbitres : Marc Davis, David Guthrie, Josh Tiven | ABC |

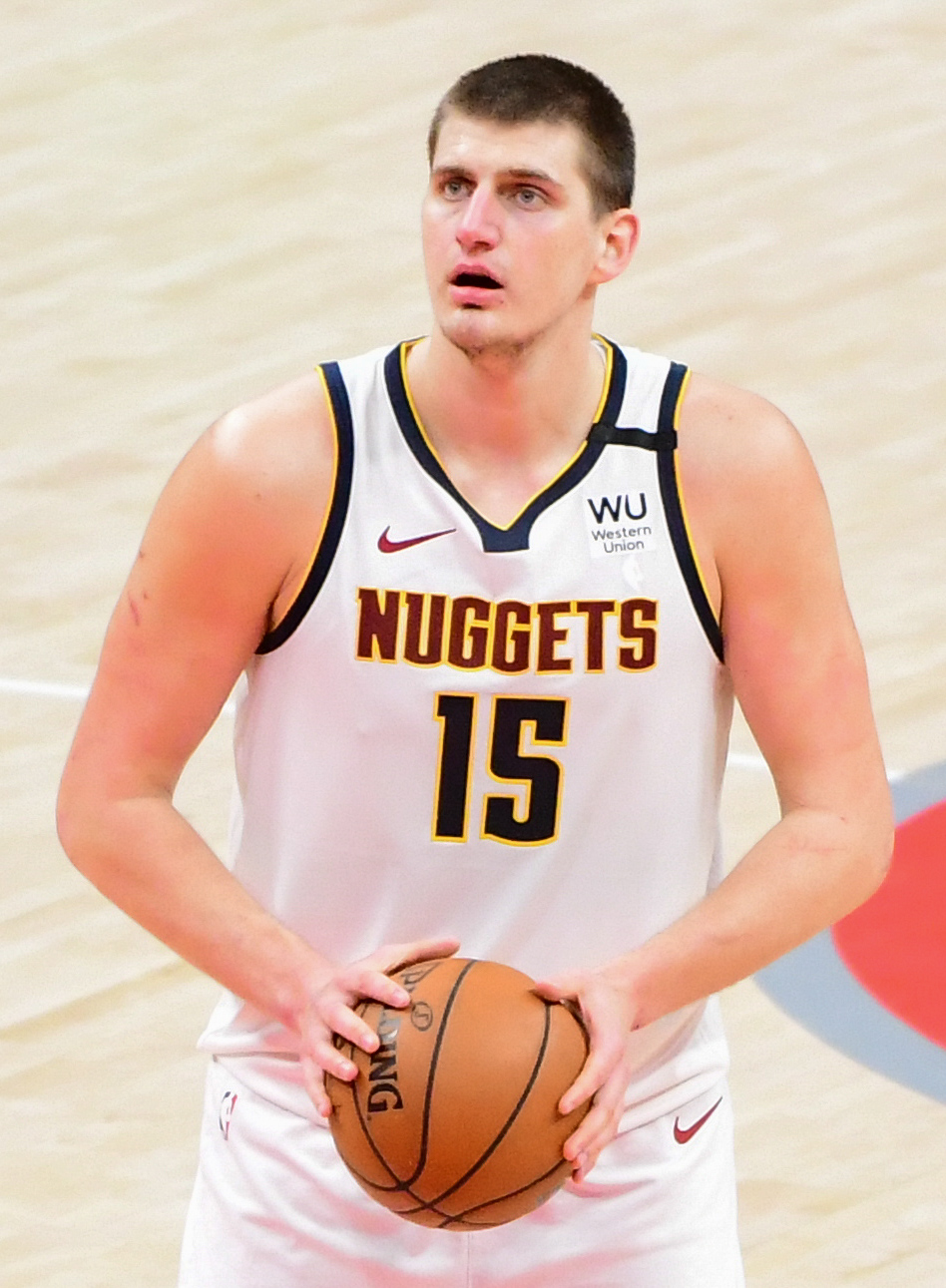
Nikola Jokić remporte le titre de MVP des Finales et devient le premier pivot à remporter cette distinction depuis Shaquille O'Neal.

Dans un cinquième match très disputé, Nikola Jokić a propulsé les Nuggets à la victoire et l'obtention de leur premier titre NBA dans l'histoire de la franchise. Les performances dominantes de Jokic tout au long de la série, y compris les 28 points et 16 rebonds du dernier match, lui ont valu le titre de MVP des Finales. Les Nuggets ont eu des difficultés à convertir leurs tirs tout au long du match, surtout à trois points, car ils ont raté 20 de leurs 22 premières tentatives à trois points. Cependant, l'efficacité au tir de Jokić à 12 sur 16 a permis aux Nuggets de tenir dans le match et décrocher le titre. Jokić est devenu le premier joueur de l’histoire de la NBA à être le leader statistique en termes de points inscrits (600), des rebonds (269) et des passes décisives (190) en une seule campagne de playoffs.
Malgré un réveil tardif de Jimmy Butler, qui a contribué avec 21 points pour le Heat, les difficultés au tir de Miami se sont finalement avérées coûteuses. Le Heat a terminé le match en inscrivant 34% de leurs tirs dont 26% à trois points. Butler, qui n'a pas eu l'impact escompté en début de match, a réussi à inscrire 13 points consécutifs pour que Miami ait une avance d’un point à deux minutes de la fin. Cependant, un rebond offensif et une interception de Bruce Brown ont fait tourner le match en faveur des Nuggets. Butler a raté un tir à trois points et les lancers-francs inscrits par Brown et Kentavious Caldwell-Pope dans les dernières secondes ont scellé la victoire pour Denver.
Le dernier match a été caractérisé par les mauvaises performances au tir et les pertes de balles de la part des deux équipes. Les Nuggets, qui sont entrés dans le match avec une moyenne au tir dans la série de 37,6% à trois points, ont eu énormément de mal, convertissant seulement 18% de leurs tentatives. De plus, Denver a perdu 15 ballons et a raté 10 lancers francs tout au long du match. Malgré ces difficultés, les Nuggets ont réussi à rester à la portée du Heat, avec seulement sept points de retard à la mi-temps malgré un pourcentage au tir historiquement bas de 6,7% à trois points en première mi-temps.
Denver devient la deuxième franchise d’ABA, avec les Spurs de San Antonio, à remporter un titre NBA. Les deux autres équipes d’ABA avaient participé aux Finales NBA, mais les ont perdu : les Pacers de l'Indiana en 2000 et les Nets du New Jersey en 2002 et 2003. C'est le premier titre national des Nuggets après 56 années combinées en ABA et en NBA. Denver est également la première équipe de la conférence Ouest, en dehors des États de Californie ou du Texas, à remporter le titre NBA depuis les SuperSonics de Seattle de 1979.

## Statistiques individuelles

### Nuggets de Denver
| Joueur                   | MJ | MC | MPG  | FG%  | 3P%  | FT%  | RPG  | APG  | SPG | BPG | PPG  |
| ------------------------ | -- | -- | ---- | ---- | ---- | ---- | ---- | ---- | --- | --- | ---- |
| Christian Braun          | 5  | 0  | 16.4 | 70.6 | 0.0  | 55.6 | 2.0  | 1.2  | 1.0 | 0.4 | 5.8  |
| Bruce Brown              | 5  | 0  | 26.8 | 45.7 | 36.8 | 72.7 | 4.4  | 1.0  | 1.0 | 0.8 | 11.4 |
| Thomas Bryant            | 1  | 0  | 0.0  | —    | —    | —    | 0.0  | 0.0  | 0.0 | 0.0 | 0.0  |
| Kentavious Caldwell-Pope | 5  | 5  | 34.2 | 35.5 | 26.3 | 76.9 | 3.4  | 1.4  | 1.4 | 1.2 | 7.4  |
| Vlatko Čančar            | 1  | 0  | 0.0  | —    | —    | —    | 0.0  | 0.0  | 0.0 | 0.0 | 0.0  |
| Aaron Gordon             | 5  | 5  | 35.6 | 60.4 | 55.6 | 46.7 | 7.4  | 3.0  | 0.8 | 0.6 | 14.0 |
| Jeff Green               | 5  | 0  | 13.0 | 88.9 | 100  | 100  | 0.4  | 0.6  | 0.2 | 0.0 | 4.8  |
| Reggie Jackson           | 1  | 0  | 1.0  | .000 | .000 | —    | 1.0  | 1.0  | 0.0 | 0.0 | 0.0  |
| Nikola Jokić             | 5  | 5  | 41.2 | 58.3 | 42.1 | 83.8 | 14.0 | 7.2  | 0.8 | 1.4 | 30.2 |
| DeAndre Jordan           | 1  | 0  | 3.0  | —    | —    | —    | 0.0  | 0.0  | 0.0 | 1.0 | 0.0  |
| Jamal Murray             | 5  | 5  | 42.2 | 45.1 | 38.7 | 92.9 | 6.2  | 10.0 | 1.0 | 0.0 | 21.4 |
| Zeke Nnaji               | 1  | 0  | 0.0  | —    | —    | —    | 0.0  | 0.0  | 0.0 | 0.0 | 0.0  |
| Michael Porter Jr.       | 5  | 5  | 29.4 | 32.8 | 14.3 | 75.0 | 8.4  | 0.8  | 0.0 | 0.4 | 9.6  |
| Peyton Watson            | 1  | 0  | 0.0  | —    | —    | —    | 0.0  | 0.0  | 0.0 | 0.0 | 0.0  |

### Heat de Miami
| Joueur            | MJ | MC | MPG  | FG%  | 3P%  | FT%  | RPG  | APG | SPG | BPG | PPG  |
| ----------------- | -- | -- | ---- | ---- | ---- | ---- | ---- | --- | --- | --- | ---- |
| Bam Adebayo       | 5  | 5  | 41.8 | 45.5 | 0.0  | 90.5 | 12.4 | 3.2 | 0.4 | 0.8 | 21.8 |
| Jimmy Butler      | 5  | 5  | 41.0 | 41.3 | 36.8 | 80.6 | 4.6  | 6.4 | 0.8 | 0.6 | 21.6 |
| Udonis Haslem     | 1  | 0  | 0.0  | 0.0  | —    | —    | 0.0  | 0.0 | 0.0 | 0.0 | 0.0  |
| Haywood Highsmith | 5  | 0  | 7.0  | 70.0 | 50.0 | 100  | 0.8  | 0.0 | 0.4 | 0.2 | 3.6  |
| Nikola Jović      | 2  | 0  | 1.0  | 0.0  | —    | —    | 0.5  | 0.0 | 0.0 | 0.0 | 0.0  |
| Kevin Love        | 4  | 4  | 17.8 | 37.5 | 40.0 | 100  | 4.5  | 0.3 | 0.8 | 0.5 | 6.8  |
| Kyle Lowry        | 5  | 0  | 29.2 | 42.5 | 42.3 | 100  | 4.0  | 4.8 | 1.0 | 0.2 | 10.8 |
| Caleb Martin      | 5  | 1  | 28.4 | 37.5 | 33.3 | 100  | 4.4  | 1.2 | 1.0 | 0.6 | 7.4  |
| Duncan Robinson   | 5  | 0  | 18.8 | 50.0 | 42.9 | 0.0  | 1.2  | 1.6 | 0.2 | 0.4 | 7.8  |
| Max Strus         | 5  | 5  | 25.0 | 23.3 | 18.8 | 75.0 | 4.8  | 3.0 | 0.2 | 0.6 | 5.8  |
| Gabe Vincent      | 5  | 5  | 28.4 | 38.2 | 33.3 | 83.3 | 0.4  | 2.4 | 1.0 | 0.2 | 11.4 |
| Ömer Yurtseven    | 2  | 0  | 1.0  | 0.0  | 0.0  | —    | 0.5  | 0.0 | 0.0 | 0.0 | 0.0  |
| Cody Zeller       | 5  | 0  | 5.4  | 50.0 | —    | —    | 1.0  | 0.2 | 0.0 | 0.2 | 0.8  |